# حزب العمل الألباني
حزب العمل الألباني (بالألبانية: Partia e Punës e Shqipërisë) ‏ PPSH كان الحزب الحاكم في ألبانيا خلال الفترة الشيوعية من (1941 - 1991)، وقد كان الحزب السياسي الوحيد بالبلاد. تأسس في 8 نوفمبر 1941، تحت اسم الحزب الشيوعي الألباني (Partia Komuniste e Shqipërisë)، ولكن تم تغيير اسمها سنة 1948. وفي عام 1991، نجح الحزب تحت اسم الحزب الاشتراكي الألباني.
وبأغلب أوقات وجود الحزب، سيطر الحزب من قِبل أمينها العام أنور خوجة، الذي كان أيضاً الزعيم الفعلي لألبانيا.

## التاريخ
في عشرينيات القرن العشرون كانت ألبانيا هي الدولة الوحيدة التي بدون حزب شيوعي. ظهرت الشيوعية في ألبانيا أول مرة من خلال أتباع رجل الدين الألباني والسياسي فان نولي. وقد شكلوا اللجنة الثورية الوطنية لمرة واحدة في موسكو، وأصبحت تابعة للكومنترن.